# Назаров, Михаил Андреевич
Михаил Андреевич Назаров (род. 14 октября 1994 года, Москва) - российский прыгун с трамплина.

## Карьера
Участник Универсиад 2013 и 2017 годов.
На чемпионате мира 2018 года был 30-м, а в командном соревновании - седьмым. 
Участник Олимпиады 2018 года.
Принял участие в одном индивидуальном старте Кубка мира (40-е место; 2017 г).
Принял участие в семи стартах Континентального кубка (лучший результат - 25-е место (2017 г.)). По итогам сезона 2016/2017 набрал 6 очков и занял 134-е место в общем зачете. Лучший результат в Кубке FIS - 10-е место (2014 г.).
Лучший результат на чемпионате мира среди юниоров - 31-е место в индивидуальных соревнованиях, 9-е место в командах (оба - 2014 г.).
Участник Всемирной зимней универсиады 2017 г.
Является призером чемпионата Росаш, победителем первенства страны и этапа Кубка России.
Личный рекорд дальности прыжка: 210 метров (установлен в Планице в 2017 г.).